# John Waldschmit
John Waldschmit ('s-Gravenhage, 16 oktober 1959 – 29 augustus 2014) beter bekend als Haagse Sjonnie, was een Hagenees. Hij was eigenaar van een coffeeshop, heftruckchauffeur, koerier, ADO Den Haag-hooligan en was tot aan zijn dood actief als "beroepswerkeloze". In 2008 had hij de stichting "Ik steun ADO" opgericht, waarmee hij zijn club uit de noodlijdende situatie wilde helpen.

## Biografie
Als kleine jongen ging John Waldschmit met zijn ouders en familie regelmatig naar het Zuiderparkstadion om als supporter wedstrijden bij te wonen van FC Den Haag. Sindsdien was ADO Den Haag zijn grote liefde.
Haagse Sjonnie kreeg landelijke bekendheid nadat hij op 15 juni 2006 spraakmakende interviews gaf bij het programma De donderdagdocumentaire op Nederland 1 bij de televisieomroep IKON. De uitzending waarin dit interview plaatsvond, werd later op YouTube gezet en ruim één miljoen keer bekeken. De uitzending liet een beeld zien van het leven van Haagse Sjonnie en diens dagelijkse bezigheden. Hierbij was te zien hoe Waldschmit probeerde problemen met de woningbouwvereniging op te lossen en hoe hij probeerde een growshop op te zetten.
Ook is te zien hoe hij door het vuur gaat voor zijn familie.
Sjon Waldschmit staat ook bekend als voorvechter voor mensen die het minder hebben; zo beheerde hij onder andere een babybank waar mensen babyspullen gratis konden krijgen.
Door de relatieve populariteit van Haagse Sjonnie op YouTube werd Waldschmit uitgenodigd in het praatprogramma Jensen! op RTL 5. In dit programma gaf hij aan verslaafd te zijn aan marihuana en dagelijks gemiddeld zo'n 20 à 22 jointjes te roken. Hij nam ook deel aan de quiz Ik hou van Holland van Robert Jensen. Alle vragen werden correct beantwoord.
In februari 2008 heeft Haagse Sjonnie de stichting "Ik steun ADO" opgericht. Met dit initiatief wilde hij ADO Den Haag redden uit een noodlijdende situatie. Zo stuurde hij een brief naar prins Willem-Alexander met het verzoek geld te schenken aan de voetbalclub waar de prins in het verleden regelmatig te zien zou zijn geweest. Zowel EenVandaag als het RTL Nieuws schonk aandacht aan deze actie. Hier verklaarde Sjonnie: "Als niemand het stadion kan betalen, dan steken we het gewoon in de fik".

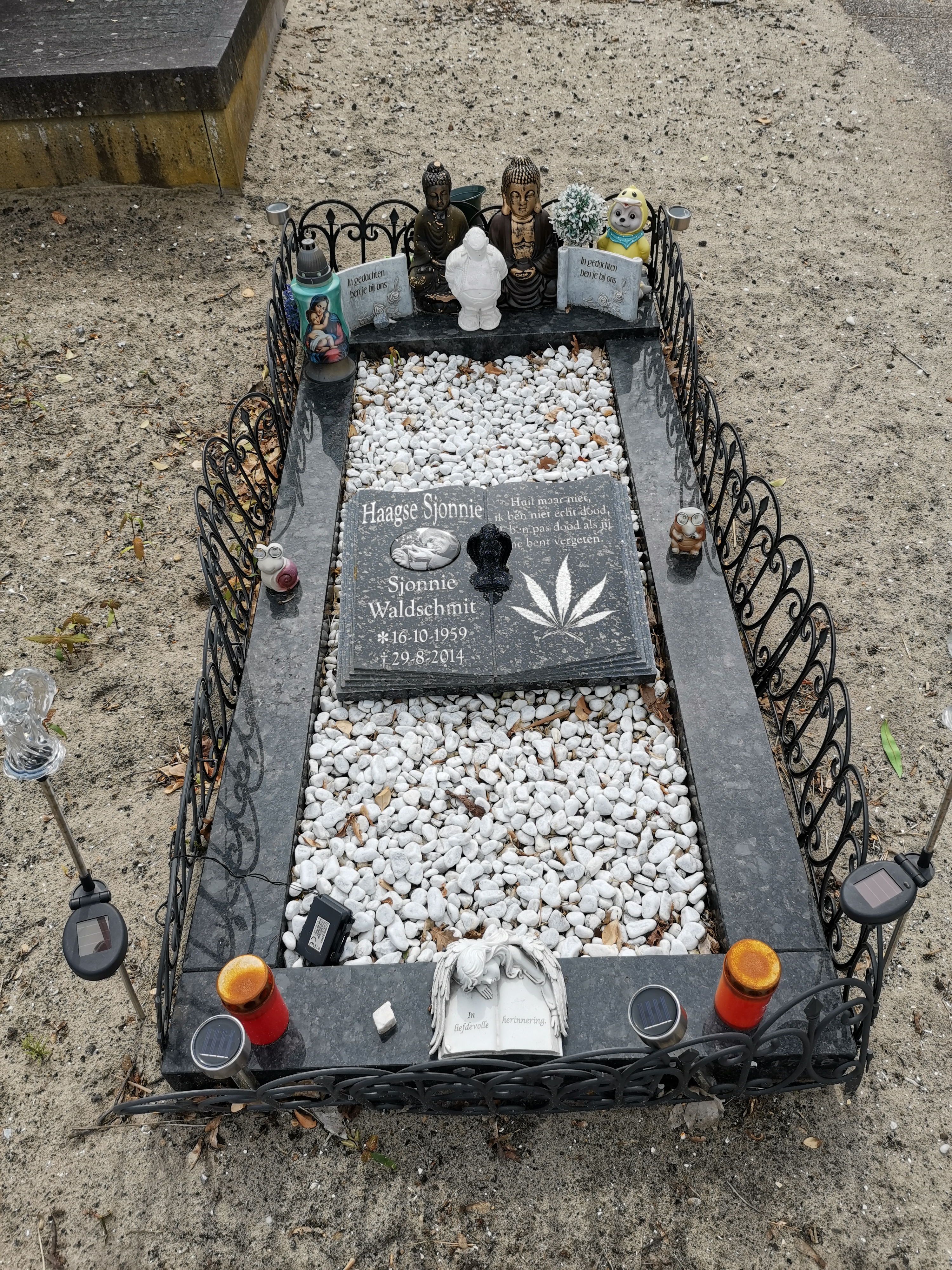
Het graf van John Waldschmit op Nieuw Eykenduynen, Den Haag

Hij overleed op 54-jarige leeftijd aan longkanker.